# Premio Linguapax
Il Premio Internazionale Linguapax viene assegnato ogni anno in occasione della Giornata internazionale della lingua madre (21 febbraio) da Linguapax (Linguapax International) "che riconosce e premia le azioni svolte in diverse aree a favore della conservazione della diversità linguistica, rivitalizzazione e riattivazione delle comunità linguistiche e la promozione del multilinguismo". I candidati sono individui della comunità accademica e della società civile, nonché entità o collettivi. Le candidature per il premio di ogni anno vengono solitamente rese pubbliche il 21 febbraio di ogni anno.

## Vincitori del premio Linguapax
L'International Linguapax Award è stato assegnato per la prima volta nel 2002.
| Anno | Nome                                                               | Affiliazione                                 | Paese (i)              |
| ---- | ------------------------------------------------------------------ | -------------------------------------------- | ---------------------- |
| 2002 | Bartomeu Melià                                                     | Teko Guaraní                                 | Spagna, Paraguay       |
| 2002 | Jerzy Smolicz                                                      | Università di Adelaide                       | Polonia, Australia     |
| 2003 | Aina Moll                                                          | Istituto Joan Alcover                        | Spagna                 |
| 2003 | Tove Skutnabb-Kangas                                               | Università di Roskilde                       | Finlandia, Danimarca   |
| 2004 | Fernand de Varennes                                                | Università di Murdoch                        | Canada, Australia      |
| 2004 | Joshua Fishman                                                     | Yeshiva University, Università di Stanford   | USA                    |
| 2005 | Maurice Tadadjeu                                                   | Università di Yaoundé I                      | Camerun                |
| 2006 | Natividad Mutumbajoy                                               | Escuela Yachaicury                           | Colombia               |
| 2007 | Maya Khemlani David                                                | Università della Malesia                     | Malaysia               |
| 2008 | Neville Alexander                                                  | PRAESA                                       | Sud Africa             |
| 2009 | Katerina Te Heikoko Mataira                                        | Te Ataarangi                                 | Nuova Zelanda          |
| 2010 | Miquel Siguan i Soler                                              | Università di Barcellona                     | Spagna                 |
| 2010 | Robert Phillipson                                                  | Copenhagen Business School                   | Regno Unito, Danimarca |
| 2011 | GN Devy                                                            | Gujarat                                      | India                  |
| 2011 | Centro Indígena de Investigaciones Interculturales de Tierradentro | Cauca                                        | Colombia               |
| 2012 | Jon Landaburu Illaremendi                                          |                                              | Colombia, Francia      |
| 2013 | Ledikasyon pu Travayer                                             |                                              | Mauritius              |
| 2014 | Escola Valenciana                                                  | Federació d'Associacions per la Llengua      | Valencia, Spagna       |
| 2015 | Xavier Albó                                                        | Fundación Xavier Albó                        | Bolivia                |
| 2016 | Consiglio scolastico di Yambirrpa e Gruppo d'azione Dijarrma       |                                              | Australia              |
| 2016 | International and Heritage Languages Association                   |                                              | Canada                 |
| 2017 | Matthias Brenzinger                                                | Centro per la diversità linguistica africana | Sud Africa, Germania   |
| 2018 | BASAbali                                                           |                                              | Indonesia              |
| 2019 | Larry Kimura                                                       | Università delle Hawaii                      | Hawaii                 |
| 2020 | Marja-Liisa Olthuis                                                | Università di Oulu                           | Finlandia              |